# Durio griffithii
Durio griffithii là một loài thực vật có hoa trong họ Cẩm quỳ. Loài này được (Mast.) Bakh. mô tả khoa học đầu tiên năm 1924.